# Paweł Michalak
Paweł Michalak (ur. 13 stycznia 1951 w Koszalinie) – polski polityk, inżynier mechanik, przedsiębiorca, senator VI kadencji.

## Życiorys
W 1972 ukończył studia mechaniczne w Wyższej Szkole Inżynierskiej w Koszalinie. Pracował jako inżynier w różnych przedsiębiorstwach (Zakładach Maszyn i Urządzeń Technologicznych Unitra-Unima, Instytucie Maszyn Budowlanych Budor i innych).
Od 1967 do 1972 należał do Stowarzyszenia „Pax”, był również członkiem ZSP. We wrześniu 1980 wstąpił do „Solidarności”. Przewodniczył komisji zakładowej w swoim zakładzie pracy, był delegatem m.in. na I Krajowy Zjazd Delegatów w Gdańsku, został wybrany do Komisji Krajowej NSZZ „S”. Przewodniczył zarządowi Regionu Pobrzeże związku. Brał udział w niezależnym ruchu wydawniczym (współorganizował związkowe wydawnictwo i tygodnik „Sierpień '80”). Po wprowadzeniu stanu wojennego internowano go na okres od grudnia 1981 do kwietnia 1982. Po zwolnieniu powrócił do pracy zawodowej, pod koniec lat 80. stał na czele Regionalnej Komisji Organizacyjnej „Solidarności”, zasiadał we władzach wojewódzkiego Komitetu Obywatelskiego (jako jego wiceprzewodniczący).
Na początku lat 90. był kierownikiem zakładu Spółdzielni Pracy „Elektrometal”, później zajął się prowadzeniem własnej działalności gospodarczej. W latach 1998–2002 zasiadał w koszalińskiej radzie miasta. W tym samym okresie był członkiem zarządu regionu Ruchu Społecznego AWS. W 2005 z listy Prawa i Sprawiedliwości uzyskał mandat senatorski w okręgu koszalińskim. W Senacie był wiceprzewodniczącym Komisji Rolnictwa i Ochrony Środowiska. W wyborach parlamentarnych w 2007 bez powodzenia ubiegał się o reelekcję. W 2015 ponownie był kandydatem PiS do Senatu.
W 2016 powołany na dyrektora delegatury Zachodniopomorskiego Urzędu Wojewódzkiego w Koszalinie; zajmował to stanowisko do 2024.
Jako działacz społeczny wchodził w skład Komitetu Budowy Pomnika Ofiar Bolszewizmu. Był przewodniczącym Społecznego Komitetu Budowy Pomnika Marszałka Józefa Piłsudskiego, następnie objął funkcję prezesa Stowarzyszenia Im. Marszałka Józefa Piłsudskiego w Koszalinie. Stanął też na czele Stowarzyszenia Wspierania Rozwoju Politechniki Koszalińskiej.

## Publikacje
- Obóz dla jeńców alianckich: Stalag Luft IV w Tychowie (1944–1945): studia, relacje, upamiętnienia (współredaktor), Wydawnictwo Uczelniane Politechniki Koszalińskiej, Koszalin 2018, ISBN 978-83-7365-500-3.
- Nasze Hospicjum: historia budowy (współredaktor), Media-Expo Wawrzyniec Wierzejewski, Koszalin-Swarzędz 2019, ISBN 978-83-62710-64-5.
- Pamięć i tożsamość: pomnik ofiar bolszewizmu w Koszalinie (współredaktor), Stowarzyszenie im. Marszałka Józefa Piłsudskiego w Koszalinie, Koszalin 2021, ISBN 978-83-899-76-67-3.
- Marszałek stanął w Koszalinie: historia budowy pomnika Marszałka Józefa Piłsudskiego (współautor), Stowarzyszenie im. Marszałka Józefa Piłsudskiego w Koszalinie, Koszalin 2024, ISBN 978-83-62710-88-1.

## Odznaczenia i wyróżnienia
W 2011 otrzymał Krzyż Wolności i Solidarności. Wyróżniony nagrodą honorową „Świadek Historii” przyznawaną przez prezesa IPN (2018).